# James Carpinello

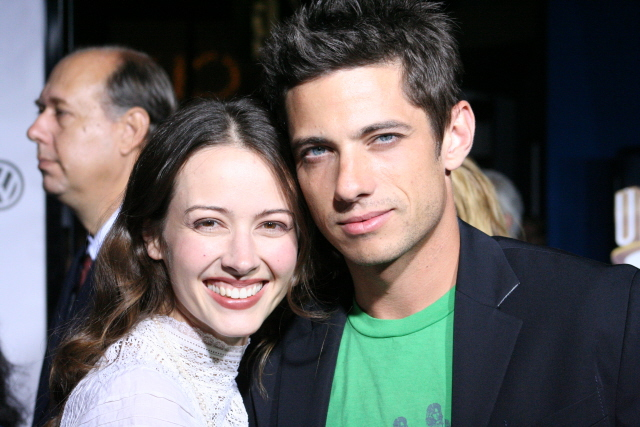
Carpinello mit Ehefrau Amy Acker

James Carpinello (* 13. August 1975 in Albany, New York) ist ein US-amerikanischer Schauspieler.

## Karriere
Seinen ersten Auftritt hatte Carpinello 1999 in dem Musical Saturday Night Fever. Als Nächstes sollte er in dem Musical Hairspray mitwirken, doch er verließ die Produktion, um stattdessen im Film The Great Ride mitzuspielen und sich so auf seine Karriere als Filmdarsteller zu konzentrieren.
2004 spielte er in The Punisher den Sohn des Gangsters Howard Saint (gespielt von John Travolta). Die Jahre danach wurde er wieder am Broadway aktiv und war in den Musicals Xanadu und Rock of Ages zu sehen. 2010 hatte er eine wiederkehrende Nebenrolle in Good Wife als Detektiv Anthony Burton (Lover von Kalinda). In einer Folge spielt er dort sogar zusammen mit seiner Frau, die die Mörderin ist.
James Carpinello ist seit 2003 mit der Schauspielerin Amy Acker verheiratet. Die beiden haben seit 2005 einen gemeinsamen Sohn und seit dem 1. September 2006 eine Tochter.

## Filmografie (Auswahl)
- 2000: Felicity (Fernsehserie, 3 Folgen)
- 2004: The Punisher
- 2005: The Great Raid – Tag der Befreiung (The Great Raid)
- 2006: So noTORIous (Fernsehserie, 9 Folgen)
- 2010: Good Wife (The Good Wife, Fernsehserie, 5 Folgen)
- 2010: CSI: Miami (Fernsehserie, Folge 9x03)
- 2011: In Plain Sight – In der Schusslinie (In Plain Sight, Fernsehserie, Folge 4x01)
- 2011, 2016: Person of Interest (Fernsehserie, 2 Folgen)
- 2012–2013: The Mob Doctor (Fernsehserie, 12 Folgen)
- 2013: Gangster Squad
- 2013: Castle (Fernsehserie, Folge 6x07)
- 2014: Let’s Kill Ward’s Wife
- 2016–2017: Gotham (Fernsehserie, 8 Folgen)
- 2017–2018: The Blacklist (Fernsehserie, 4 Folgen)
- 2017–2019: The Gifted (Fernsehserie, 29 Folgen)
- 2019: Midway – Für die Freiheit (Midway)
- 2019: The Gifted (Fernsehserie, 3 Folgen)
- 2019: The Enemy Within (Fernsehserie, 6 Folgen)
- 2022: Law & Order: Special Victims Unit (Fernsehserie, 1 Folge)